# 北久斯蘭市鎮
北久斯蘭市鎮（丹麥語：Norddjurs kommune）是丹麥的一個市鎮，位於日德蘭半島東北部的久斯蘭半島北部。屬中日德蘭大區。面積721.18平方公里，2009年人口38,390人。行政中心为格雷納。  
2007年1月1日由原北久斯蘭市鎮和另外兩個市鎮合併而成。